# Ахманеї
Ахмане́ї (рос. Ахманеи, чув. Ахмане) — село у Чувашії Російської Федерації, у складі Москакасинського сільського поселення Моргауського району.
Населення — 130 осіб (2010; 157 в 2002, 216 в 1979, 237 в 1939, 249 в 1926, 276 в 1906, 279 в 1858). У національному розрізі у селі мешкають чуваші та росіяни.

## Історія
Історичні назви — Малий Ахминейкаси, Ачкаряни, Ачкарени, Ахманеєво. Наприкінці 18 століття біля села існував виселок Ачкарень-Сісмер. До 1866 року селяни мали статус державних, займались землеробством, тваринництвом, різними промислами (виробництво возів та взуття, бондарство). Функціонувала церква Казанської Божої матері (1886-1934), а при ній парафіяльна школа (з 1886 року — школа грамоти). 1929 року створено колгосп «Ленінський путь». До 23 липня 1920 року село перебувало у складі Татаркасинської волості Козьмодемьянського Казанської губернії, а потім перейшло до складу Чебоксарського повіту. З 1 жовтня 1927 року перебувало у складі Татаркасинського, з 16 січня 1939 року — у складі Сундирського, з 20 грудня 1962 року — у складі Чебоксарського, а з 11 березня 1964 року — у складі Моргауського району.

## Господарство
У селі діють фельдшерсько-акушерський пункт та магазин.

## Відомі люди
У селі народились:
- Дегтярьов Геннадій Анатолійович (1960) — чуваський мовознавець, кандидат філологічних наук
- Петоккі Андрій Трохимович (1905–1942) — чуваський поет, перекладач